# ФК Флоријана
ФК Флоријана је малтешки полупрофесионални фудбалски клуб из истоименог града на истоку Малте. Клуб се такмичи у Премијер лиги Малте, највишем рангу малтешког фудбала, где има освојених 26 шампионских титула. Флоријана је једини фудбалски клуб са Малте који је успео да превазиђе прву препреку у квалификацијама за УЕФА Лигу шампиона, пошто су у сезони 1993/94. елиминисали литванску екипу Екранас.

## Историја
Фудбалски клуб Флоријана основан је 1894. године свечаним отварањем фудбалског терена којим је управљала краљица Александра од Данске. Он се налазио на месту где је био терен за крикетод 1890. до краја реновирања. Флоријана је, уз клуб који носи име Светог Ђорђа, најстарији фудбалски клуб на Малти. У том периоду фудбал на Малти увели су британски војници који су били стационирани на острву које је тада било колонија Велике Британије.
Клуб је придружен Фудбалском савезу Малте који је члан УЕФА и ФИФА. Првобитно су боје клуба биле зелена и црвена, али након пријатељског меча против ирског војног клуба, Ројал Даблин Фусилирса, а који је имао зелено-бели дес, и Флоријана је усвојила те боје које носе и данас. Због тога клуб и навијаче називају зеленима, односно Ирцима.
Фудбалски клуб Флоријана био је шампион Малте чак 26 пута, а ФА трофеј освајао је 20 пута.

## Ривали
Током своје историје, Флоријана има два велика ривала, а то су Слијема вондерерси и суседна Валета. Ривалство против Слијеме је веома старо, а данас је изгубило велики део тог наслеђа. Ривалство је било на врхунцу од 1910. до краја 1970. године када су ове две екипе доминирале на малтешкој фудбалској сцени. Хулиганство између присталица ових клубова било је уобичајено. 
Временом је ривалство сплануло, али је оно опет заживело кад је Флоријана освојила свој 20. ФА трофеј и то савладавши Слијему. 
Ривалство против Валете је и даље актуелно. Томе доприноси чињеница да су два суседна града, Флоријана и Валета, у ривалском односу, па ово чини сусрете ових екипа једим од најкласичнијих дербија малтешког фудбала. Њихови међусобни дуели прве велику гужву на стадиону, а провокације су уобичајене.

## Боје
Службене боје Флоријане од оснивања биле су зелена и црвена, уз црни шорц. Касније су замењене зелено-белим пругастим мајицама и белим шорцевима. Ове боје освојене су након одигравања пријатељских мечева са ирском клубом, који су чинили ирски војници стационирани на Малти, Ројал Даблин Фусилирса. Тве екипе играле су три пута у сезони 1904/05. Прве две утакмице добио је тим сачињен од војника, трећи је завршен нерешеним резултатом.
Четврти меч добила је Флоријана резултатом 2-1, а после утакмице играчи су разменили дресове као симбол пријатељства. Од тог тренутка надаље, Флоријана носи зелено-белу гарнитуру дресова. Зато клуб и данас има надимак Ирци. Позната је и песма која се пева сиховима
Ирици су увек јаки као метал,
они одлучују да ли ће нанети штету или не

## Трофеји
- Премијер лига Малте (26)   1909–10, 1911–12, 1912–13, 1920–21, 1921–22, 1924–25, 1926–27, 1927–28, 1928–29, 1930–31, 1934–35, 1936–37, 1949–50, 1950–51, 1951–52, 1952–53, 1954–55, 1957–58, 1961–62, 1967–68, 1969–70, 1972–73, 1974–75, 1976–77, 1992–93, 2019–20

- ФА трофеј у купу (20) 1937–38, 1944–45, 1946–47, 1948–49, 1949–50, 1952–53, 1953–54, 1954–55, 1956–57, 1957–58, 1960–61, 1965–66, 1966–67, 1971–72, 1975–76, 1980–81, 1992–93, 1993–94, 2010–11, 2016–17

- Супркуп (2) 1992–93, 2016–17

## ФК Флоријана у европским такмичењима
| Сезона   | Такмичење             | Рунда       | Клуб             | Дом. | Гост | Укупно       |
| -------- | --------------------- | ----------- | ---------------- | ---- | ---- | ------------ |
| 1961/62. | Куп победника купова  | кв.         | Ујпешт           | 2–5  | 2–10 | 4–15         |
| 1962/63. | Лига шампиона         | кв.         | Ипсвич           | 1–4  | 0–10 | 1–14         |
| 1965/66. | Куп победника купова  | 1. коло     | Дортмунд         | 1–5  | 0–8  | 1–13         |
| 1966/67. | Куп победника купова  | 1. коло     | Спарта           | 1–1  | 0–6  | 1-7          |
| 1967/68. | Куп победника купова  | 1. коло     | НАЦ Бреда        | 1–2  | 0–1  | 1–3          |
| 1968/69. | Лига шампиона         | 1. коло     | Лахти            | 1–1  | 0–2  | 1-3          |
| 1969/70. | Куп сајамских градова | 1. коло     | Динамо Букурешт  | 0–1  | 0–6  | 0–7          |
| 1970/71. | Лига шампиона         | 1. коло     | Спортинг Лисабон | 0–4  | 0–5  | 0–9          |
| 1972/73. | Куп победника купова  | 1. коло     | Ференцварош      | 1–0  | 0–6  | 1–6          |
| 1973/74. | Лига шампиона         | 1. коло     | Клуб Бриж        | 0–2  | 0–8  | 0–10         |
| 1975/76. | Лига шампиона         | 1. коло     | Хајдук Сплит     | 0–5  | 0–3  | 0–8          |
| 1976/77. | Куп победника купова  | 1. коло     | Шљонск           | 1–4  | 0–2  | 1–6          |
| 1977/78. | Лига шампиона         | 1. коло     | Панатинаикос     | 1–1  | 0–4  | 1-5          |
| 1978/79. | Куп победника купова  | 1. коло     | Интер            | 1–3  | 0–5  | 1–8          |
| 1981/82. | Куп победника купова  | 1. коло     | Стандард Лијеж   | 1–3  | 0–9  | 1–12         |
| 1988/89. | Куп победника купова  | 1. коло     | Данди            | 0–0  | 0–1  | 1–3          |
| 1991/92. | Куп УЕФА              | 1. коло     | Ксамакс          | 0–0  | 0–2  | 0–2          |
| 1992/93. | Куп УЕФА              | 1. коло     | Дортмунд         | 0–1  | 2–7  | 2–8          |
| 1993/94. | Лига шампиона         | кв.         | Екранас          | 1–0  | 1–0  | 2–0          |
| 1993/94. | Лига шампиона         | 1. коло     | Порто            | 0–0  | 0–2  | 0–2          |
| 1994/95. | Куп победника купова  | кв.         | Слајго           | 2–2  | 0–1  | 2–3          |
| 1995.    | Интертото куп         | Група 11    | Хапоел ПТ        | Н/Д  | 1–1  | 5. место     |
| 1995.    | Интертото куп         | Група 11    | Стразбур         | 0–4  | Н/Д  | 5. место     |
| 1995.    | Интертото куп         | Група 11    | Тирол            | 0–4  | Н/Д  | 5. место     |
| 1995.    | Интертото куп         | Група 11    | Генчлербирлиги   | Н/Д  | 0–3  | 5. место     |
| 1996/97. | Куп УЕФА              | кв.         | Беитар Јерусалим | 1–5  | 1–3  | 1–8          |
| 1997.    | Интертото куп         | Група 12    | Тбилиси          | Н/Д  | 0–5  | 5. место     |
| 1997.    | Интертото куп         | Група 12    | Торпедо          | 0–1  | Н/Д  | 5. место     |
| 1997.    | Интертото куп         | Група 12    | Рид              | 1–2  | Н/Д  | 5. место     |
| 1997.    | Интертото куп         | Група 12    | Ираклис          | Н/Д  | 0–1  | 5. место     |
| 1999.    | Интертото куп         | 1. коло     | Аберистуит       | 2–1  | 2–2  | 4–3          |
| 1999.    | Интертото куп         | 2. коло     | Јокерит          | 1–1  | 1–2  | 2–3          |
| 2000.    | Интертото куп         | 1. коло     | Стабек           | 1–1  | 0–2  | 1–3          |
| 2011/12. | Лига Европе           | 2. коло кв. | АЕК Ларнака      | 0–8  | 0–1  | 0–9          |
| 2012/13. | Лига Европе           | 1. коло кв. | Елфсборг         | 0–4  | 0–8  | 0–12         |
| 2017/18. | Лига Европе           | 1. коло кв. | Црвена звезда    | 3–3  | 0–3  | 3–6          |
| 2020/21. | Лига шампиона         | 1. коло кв. | ЧФР Клуж         | 0–2  | Н/Д  | 0–2          |
| 2020/21. | Лига Европе           | 2. коло кв. | Линфилд          | Н/Д  | 1–0  | 1–0          |
| 2020/21. | Лига Европе           | 3. коло кв. | Флора            | 0–0  | Н/Д  | 0–0 (2:4пен) |

## Спољшње везе
- Званични сајт клуба Архивирано на веб-сајту  (31. децембар 2019)